# دنیا ستوبیتسا
دُنیا سْتوبیتسا کرواتی: Donja Stubica) شهری در کراپینا-زاگریه کشور کرواسی است که جمعیت آن در سال ۲۰۱۱ میلادی ۵٬۷۲۷ نفر بوده‌است.